# No Surrender (2010)
No Surrender (2010) foi um evento pay-per-view realizado pela Total Nonstop Action Wrestling, ocorreu no dia 5 de setembro de 2010 no Impact! Zone em Orlando, Florida. Esta foi a sexta edição na cronologia do No Surrender.

## Resultados
| #                              | Lutas | Estipulação | Tempo |
| ------------------------------ | --- | --- | ----- |
| 1                              | The Motor City Machine Guns (Alex Shelley e Chris Sabin) (c) derrotaram Generation Me (Max e Jeremy Buck) | Tag team match pelo TNA World Tag Team Championship                                                                     | 12:49 |
| 2                              | Douglas Williams (c) derrotou Sabu                                                                        | Singles match pelo TNA X Division Championship                                                                          | 11:14 |
| 3                              | Velvet Sky (com Angelina Love) derrotou Madison Rayne (com Tara)                                          | Singles match | 04:43 |
| 4                              | Abyss derrotou Rhino                                                                                      | Falls Count Anywhere match                                                                                              | 12:37 |
| 5                              | Jeff Jarrett e Samoa Joe derrotaram Sting e Kevin Nash                                                    | Tag team match | 06:13 |
| 6                              | A.J. Styles derrotou Tommy Dreamer                                                                        | "I Quit" match | 16:27 |
| 7                              | Kurt Angle vs. Jeff Hardy acabou sem vencedor.                                                            | Semi-final do torneio pelo vago TNA World Heavyweight Championship Se Angle perdesse teria que se retirar do wrestling. | 30:00 |
| 8                              | Mr. Anderson derrotou D'Angelo Dinero                                                                     | Semi-final do torneio pelo vago TNA World Heavyweight Championship                                                      | 16:58 |
| (c) - Campeões antes das lutas | | |       |